# Sông Akaishi
Sông Akaishi (赤石川 (Xích Thạch xuyên) Akaishi-gawa) là một con sông cấp hai đổ vào biển Nhật Bản, chảy qua thị trấn Ajigasawa, quận Nishitsugaru, tỉnh Aomori. Sông Akaishi bắt nguồn từ một nơi gần Futatsumori, ở mạn nam Ajigasawa, cạnh ranh giới với tỉnh Akita. Sông Akaishi chảy về phía bắc, băng qua mạn tây Ajigasawa, đến khu vực gần trạm Mutsu-Akaishi trên tuyến Gonō thì đổ ra biển Nhật Bản. Con sông nằm trọn trong địa phận Ajigasawa. Khúc sông được xác định là sông cấp hai theo luật sông ngòi Nhật Bản dài 34,7 km trên tổng chiều dài 44,6 km.
Trên thượng nguồn, sông Akaishi chảy qua một thung lũng sâu. Ở đoạn trung lưu, con sông cắt ngang qua hẻm núi chữ V. Còn ở vùng hạ lưu, con sông giúp cấp nước cho nghề trồng trọt lúa nước.